# 聖羅莎戰役
聖羅莎戰役是指發生於1855年9月3日的哥斯達黎加瓜納卡斯特省聖羅莎莊園的一場戰役。
在19世纪，尼加拉瓜被其政治问题所困扰，讓美国南方人威廉·沃克成為尼加拉瓜的总统。威廉·沃克相信天命昭彰，以「提供援助」為名在尼加拉瓜建立據點，但其真正意图是征服中美洲的五个省，而他的宣言是「五或无」（Five or None）。
哥斯达黎加時任總統胡安·拉斐尔·莫拉·波拉斯在英国的力勸下，得知威廉·沃克的意图及所帶來的危险。故于1856年2月27日向尼加拉瓜宣战，并号召所有哥斯达黎加人联合起来战斗。
3月4日，民眾在总统的带领下从圣何塞开始向北部边境进军，并于3月12日抵达利韋里亞，加入了由何塞·玛丽亚·卡尼亚斯（José María Cañas）领导的莫拉西亚营。
当尼加拉瓜运動的阻撓者意識到哥斯达黎加发生的事情时，他们组织了一个大约70人的营，當中包含不少法國人和德國人。在施莱辛格上校（Colonel Schlessinger）的领导下，它通过连接尼加拉瓜和利比里亚的公路进入哥斯达黎加，途经圣罗莎庄园，他们在3月20日深夜漫长而疲惫的行军中筋疲力尽地到达那里。

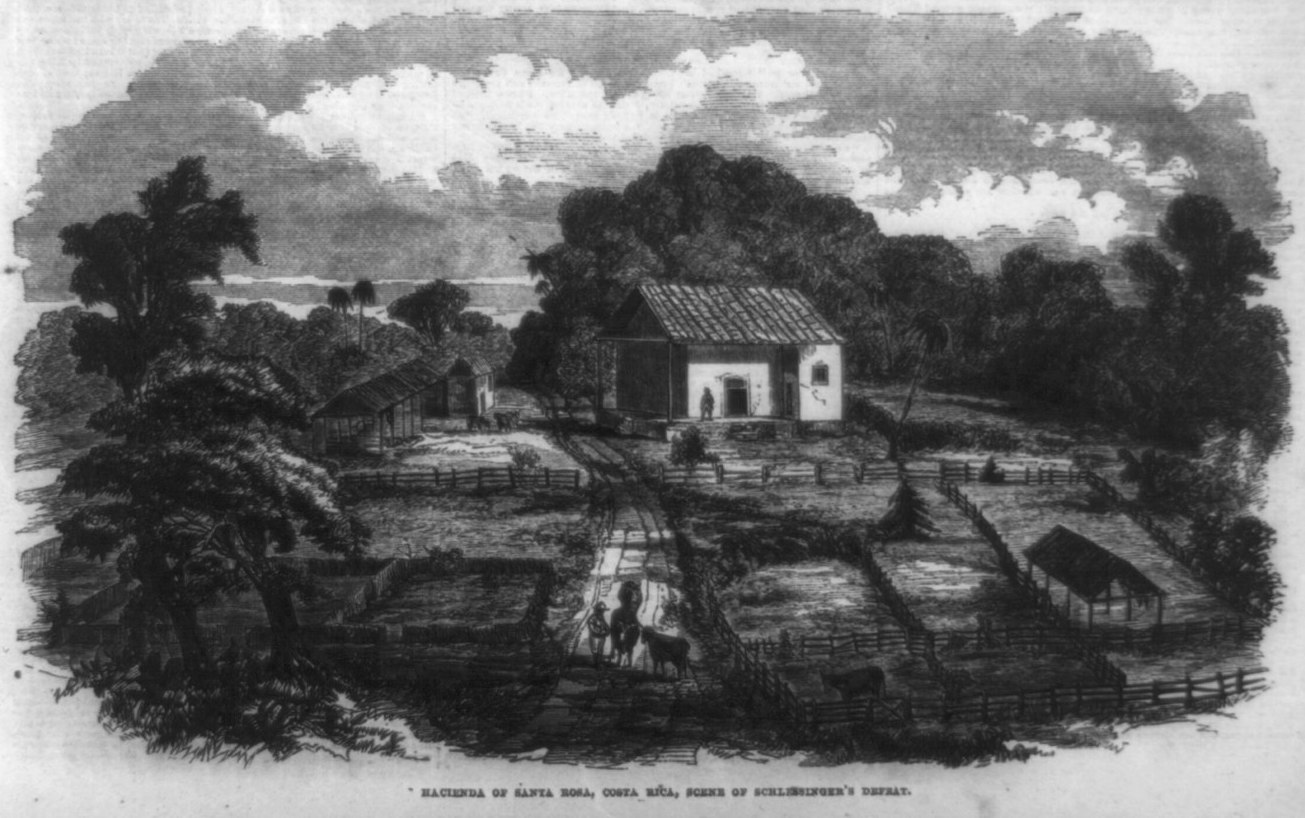
圣罗莎庄园，路易斯·施莱辛格战败的场景

与此同时，哥斯达黎加人开始步行前往圣罗莎，并于3月20日凌晨4点开始进攻，他们手持步枪、军刀和刺刀，包围了那些不符合規格的哨者，令他們措手不及。面臨突如其来的袭击下，德国公司（German Company）已经崩溃并离开了战场，而法国人则繼續由上尉指挥。Legaye也从他们试图占领的破碎土地上撤退。五分钟内，整个指挥部已陷入一片混乱，全军慌亂撤退；十四分钟后，哥斯达黎加人赢得了這場战役。最終，威廉·沃克的部队阵亡59人，哥斯达黎加人方面則阵亡20人。
圣罗莎的卡索纳（Santa Rosa's Casona）是为数不多的历史遗迹之一，于2001年5月被烧毁，現已重建。
1. ↑  Lisa Tirmenstein. .   [11 April 2015]. （原始内容存档于12 August 2016）.